# Élevage des crevettes d'eau douce
Cet article traite de l'élevage des crevettes d'eau douce. Pour l'élevage des crevettes marines (eau salée), voir Élevage de crevettes.
L'élevage des crevettes d'eau douce est une forme d'aquaculture destinée à produire des crevettes d'eau douce, ou « chevrettes », pour la consommation humaine.
Cette activité partage beaucoup de caractéristiques et de problèmes avec l'élevage des crevettes marines. Ses problèmes spécifiques sont liés au cycle biologique de la principale espèce concernée, (la crevette géante d'eau douce, Macrobrachium rosenbergii).
La production annuelle mondiale de crevettes d'eau douce (à l'exclusion des écrevisses et des crabes) s'est élevée en 2003 à environ 280 000 tonnes, dont quelque 180 000 tonnes pour la Chine, suivie par l'Inde et la Thaïlande avec 35 000 tonnes chacune. Macrobrachium rosenbergii est produite en France depuis 2018 dans le département du Gers. La Chine produit aussi environ 370 000 tonnes de crabe chinois (Eriocheir sinensis). 